# Ruth Hale

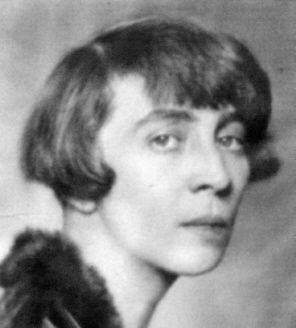
Ruth Hale, um 1921

Ruth Hale (* 1887 in Rogersville, Tennessee; † 18. September 1934 in Manhattan, New York) war eine US-amerikanische Journalistin und Frauenrechtlerin. Sie gilt neben Ernest Hemingway und F. Scott Fitzgerald als ein Hauptvertreter der amerikanischen Moderne und wird zur Lost Generation gezählt.

## Leben
Ruth Hale stammte aus einer wohlhabenden Familie. Im Alter von dreizehn Jahren besuchte sie die auf das Studium an der Universität vorbereitende Mädchenschule Hollins Institute in Roanoke, Virginia. Drei Jahre später studierte Hale an der Drexel Academy of Fine Art in Philadelphia Malerei und Bildhauerei. In dieser Zeit erkannte sie ihr Talent und wahre Berufung fürs Schreiben.
1905 ging Ruth Hale nach Washington, D.C. und fand als Journalistin bei der Zeitung Hearst Syndicate eine Anstellung. Sie war eine gefragte Gesellschaftsreporterin und nahm häufig an Veranstaltungen im Weißen Haus unter Präsident Woodrow Wilson teil. Einige Zeit arbeitete Hale bei der The Washington Post, bevor sie nach Philadelphia zurückging und dort als Theaterkritikerin bei der Philadelphia Public Ledger tätig war. Im Jahre 1915 zog sie nach New York City, um als Feuilletonistin bei verschiedenen Magazinen, unter anderem The New York Times', Vogue und Vanity Fair zu schreiben. In dieser Zeit lernte sie Heywood Broun (1888–1939), einen populären Kolumnisten und Sportjournalisten, kennen. Sie heirateten am 6. Juni 1917. Aus der gemeinsamen Verbindung ging ein Sohn, Heywood Jr. (* 1918), hervor. Beim Ausbruch des Ersten Weltkriegs ging ihr Mann als Kriegsberichtserstatter nach Frankreich, und sie schrieb für die Pariser Ausgabe der Chicago Tribune.

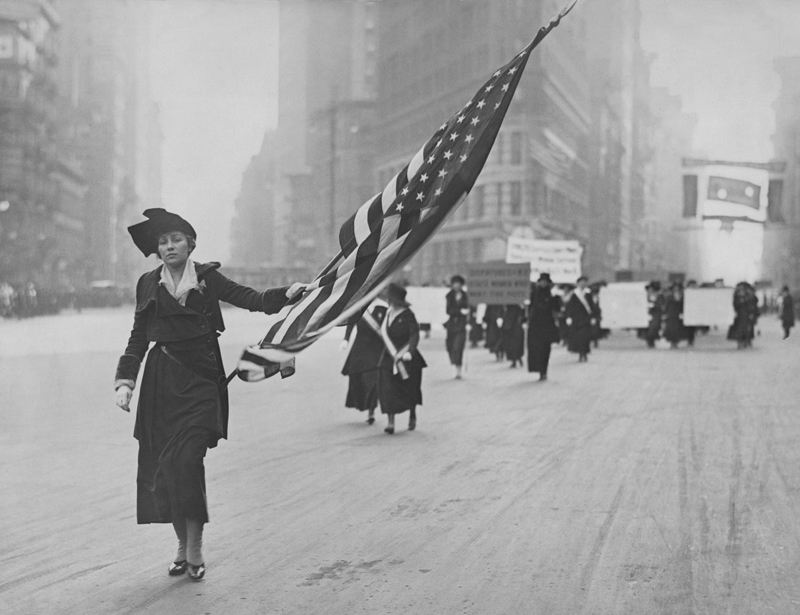
Neysa McMein als Flaggenträgerin auf einer Parade der Lucy Stone League in New York, um 1921

Anfang 1921 beantragte Ruth Hale beim Außenministerium einen Reisepass mit ihrem Geburtsnamen; dieser wurde ihr verweigert, da sie verheiratet sei, der im Pass verwendete Name müsse deswegen Mrs. Heywood Broun statt Ruth Hale lauten. Daraufhin annullierte sie ihre Reise nach Frankreich. Zu dieser Zeit war Hale die einzige Frau, die unter ihrem Geburtsnamen eine Wohnung auf der Manhattan’s Upper West Side kaufte und unterhielt. Im Mai 1921 gründete Ruth Hale die Frauenrechtsorganisation Lucy Stone League, deren Ziel es unter anderem war, dass Frauen nach der Heirat ihren Geburtsnamen behalten könnten. Unter den Mitbegründerinnen waren unter anderem Jane Grant, Ehefrau von Harold Ross und Beatrice Kaufman, Ehefrau des Dramatikers George Simon Kaufman. Weitere Mitglieder waren Neysa McMein, Janet Flanner, Franklin Pierce Adams, Solita Solano, Anita Loos, Fannie Hurst und Blanche Oelrichs. Im August 1927 spielte Ruth Hale eine führende Rolle bei den Protesten gegen die Hinrichtung der italienischen anarchistischen Emigranten Sacco und Vanzetti, angeklagt wegen Beteiligung an einem doppelten Raubmord. Zusammen mit Dorothy Parker und John Dos Passos reiste sie nach Boston, um gegen die Todesstrafe zu demonstrieren. Sie warfen der US-amerikanischen Justiz vor, es handele sich um einen politisch motivierten Justizmord auf der Grundlage fragwürdiger Indizien.
In den 1920er und 1930er Jahren arbeitete Ruth Hale neben der Tätigkeit als Kolumnistin auch als Theater-Presse-Agentin und war eine führende Figur in der New Yorker Schriftsteller-Community. Zusammen mit ihrem Ehemann gehörte sie dem literarischen Zirkel im Algonquin Hotel, genannt Algonquin Round Table, einer losen Gruppe von Journalisten, Literaten und Schauspielern an. Im November 1933 ließ sich das Ehepaar Hale/Broun heimlich in Mexiko scheiden; sie lebten aber weiterhin gemeinsam in ihren Häusern in Stamford und New York.
Zehn Monate später starb Ruth Hale im Alter von 47 Jahren und wurde auf dem Friedhof von Stamford bestattet.